# 米特罗法诺夫卡农村居民点
米特罗法诺夫卡农村居民点（俄语：Митрофановское сельское поселение）是俄罗斯联邦沃罗涅日州坎捷米罗夫卡区所属的一个农村居民点。其下辖有7个居民点，行政中心为米特罗法诺夫卡。据2016年统计，该农村居民点的人口为5473人。